# عزيزة شاؤني
عزيزة شاؤني هي مهندسة معمارية مغربية وأستاذة في جامعة تورنتو.

## الإنجازات
هي مؤسسة مشاريع عزيزة شاؤني وأستاذة مشاركة في كلية جون دانيلز للهندسة المعمارية، والمناظر الطبيعية، والتصميم في تورنتو. تقود لتصميم السياحة البيئية (DET) " منصة البحوث التعاونية التي تحقق التحديات التي تواجهها السياحة البيئية في البلدان النامية"."
حصلت عزيزة على شهادة الدراسات العليا من جامعة هارفرد كلية الدراسات العليا في التصميم وفي الهندسة المدنية من جامعة كولومبيا. في عام 2014 أعطت مقال في TED على أعمالها وكيف ساعدت لإحياء نهر فاس الذي يمر بمدينتها في الفاس، المغرب.
في 2016 ساعدت لترميم أقدم مكتبة تعمل في العالم، في جامعة القراويين بنيت في 859 من قبل فاطمة الفهري.
حازت عزيزة شاؤني وفريقها من المهندسين المعماريين والمهندسين والباحثين والمصورين بمنحة قدرها 150 ألف دولار من مؤسسة جيتي   بهدف ترميم مجمع حمامات سيدي حرازم.